# Понтироло Нуово
Понтиро̀ло Нуо̀во (на италиански: Pontirolo Nuovo; на ломбардски: Pontiröl, Пунтирьол) е градче и община в Северна Италия, провинция Бергамо, регион Ломбардия. Разположено е на 155 m надморска височина. Населението на общината е 4988 души (към 2017 г.).